# Sarıkavak, Çamlıyayla
Sarıkavak là một xã thuộc huyện Çamlıyayla, tỉnh Mersin, Thổ Nhĩ Kỳ. Dân số thời điểm năm 2011 là 890 người.